# Міах
Міах (давньоірл. Miach) — в ірландській міфології бог медицини, син Діана Кехта, брат Аїрмед, представник Племен богині Дану; крім того, ймовірно, що він є божеством хірургії. Також саме Міах завдяки своїм чародійським умінням допоміг Діану Кехту відновити Нуаду його втрачену руку.

## Міфологічний сюжет
Одного разу Діан Кехт розізлився на Міаха й убив його, бо заздрив дуже розвиненим лікарським умінням і здібностям свого сина. Згодом на місці поховання Міаха виросло 365 трав, адже, як сказано у «Битві при Маг Туїред», саме стільки було у нього суглобів. Загалом, цей сюжет оповідає про появу в Ірландії цілющих трав, які виникли внаслідок смерті божества.